# Шапада-ду-Аподи (микрорегион)

Шапада-ду-Аподи на карте.

Шапада-ду-Аподи (порт. Microrregião da Chapada do Apodi) — микрорегион в Бразилии, входит в штат Риу-Гранди-ду-Норти. Составная часть мезорегиона Запад штата Риу-Гранди-ду-Норти. 
Население составляет 	72 447	 человек (на 2010 год). Площадь — 	4133,476	 км². Плотность населения — 	17,53	 чел./км².

## Демография
Согласно сведениям, собранным в ходе переписи 2010 г. Национальным институтом географии и статистики (IBGE), население микрорегиона составляет:						
| Полное население                             | Полное население                             | Полное население                             | Полное население                             | 72 447 |
| -------------------------------------------- | -------------------------------------------- | -------------------------------------------- | -------------------------------------------- | ------ |
| в том числе:                                 | Городское население                          | 41 916                                       | Процент городского населения, %              | 57,86  |
|                                              | Сельское население                           | 30 531                                       | Процент сельского населения, %               | 42,14  |
|                                              | Мужское население                            | 36 131                                       | Процент мужского населения, %                | 49,87  |
|                                              | Женское население                            | 36 316                                       | Процент женского населения, %                | 50,13  |
| Плотность населения, чел/км²                 | Плотность населения, чел/км²                 | Плотность населения, чел/км²                 | Плотность населения, чел/км²                 | 17,53  |
| Население микрорегиона в % к населению штата | Население микрорегиона в % к населению штата | Население микрорегиона в % к населению штата | Население микрорегиона в % к населению штата | 2,29   |

## Статистика
- Валовой внутренний продукт на 2003 год составляет 385 784 635,00 реалов (данные: Бразильский институт географии и статистики).
- Валовой внутренний продукт на душу населения на 2003 год составляет 5421,47 реалов (данные: Бразильский институт географии и статистики).
- Индекс развития человеческого потенциала на 2000 год составляет 0,640 (данные: Программа развития ООН).

## Состав микрорегиона
В составе микрорегиона включены следующие муниципалитеты:
1. Аподи
2. Караубас
3. Фелипи-Герра
4. Говернадор-Дис-Сет-Розаду